# Breitneutralisierende Anti-IAV-Antikörper
Ein breitneutralisierender Anti-IAV-Antikörper ist ein neutralisierender Antikörper, der gegen mehrere Stämme des Influenza-A-Virus (IAV) wirkt.

## Eigenschaften
Neutralisierende Antikörper gegen Influenzaviren sind beispielsweise die Antikörper CR6261, C179, FI6 und MAb 3.1, die alle an die Stiel-Region im Hämagglutinin binden. Es gibt 18 Serotypen des Influenza-A-Virus, H1 bis H18.
Im Jahr 2011 wurde FI6 beschrieben, der an mindestens 16 Serotypen des Hämagglutinins bindet und ihre Funktion hemmt. Analog zu den seit einiger Zeit bekannten breitneutralisierenden Anti-HIV-Antikörpern wurde nach neutralisierenden Antikörpern mit Wirkung gegen mehrere Stämme des Influenza-A-Virus gesucht. FI6 bindet an konservierte Bereiche im Hämagglutinin (Stiel-Region), die auch im Zuge der Impfstoffentwicklung von Influenzaimpfstoffen untersucht werden. Im Jahr 2012 wurde CR9114 beschrieben, der an Influenzaviren der Typen A (H1–H5, H7 and H9, H10, H12, H13, H15 und H16) bindet und bei H1–H12 und H14 sowie Influenza-B-Viren neutralisierend wirkt.

## Anwendungen
FI6 wird zur passiven Immunisierung durch Infusion des Antikörpers untersucht. Weiterhin wird die DNA von FI6 zur transienten Gentherapie mit AAV-Vektoren im Sinne eines therapeutischen Impfstoffs eingesetzt, um eine Bildung von FI6 in der Nasen- und Rachenschleimhaut zu erreichen.